# O Globo Expedicionário

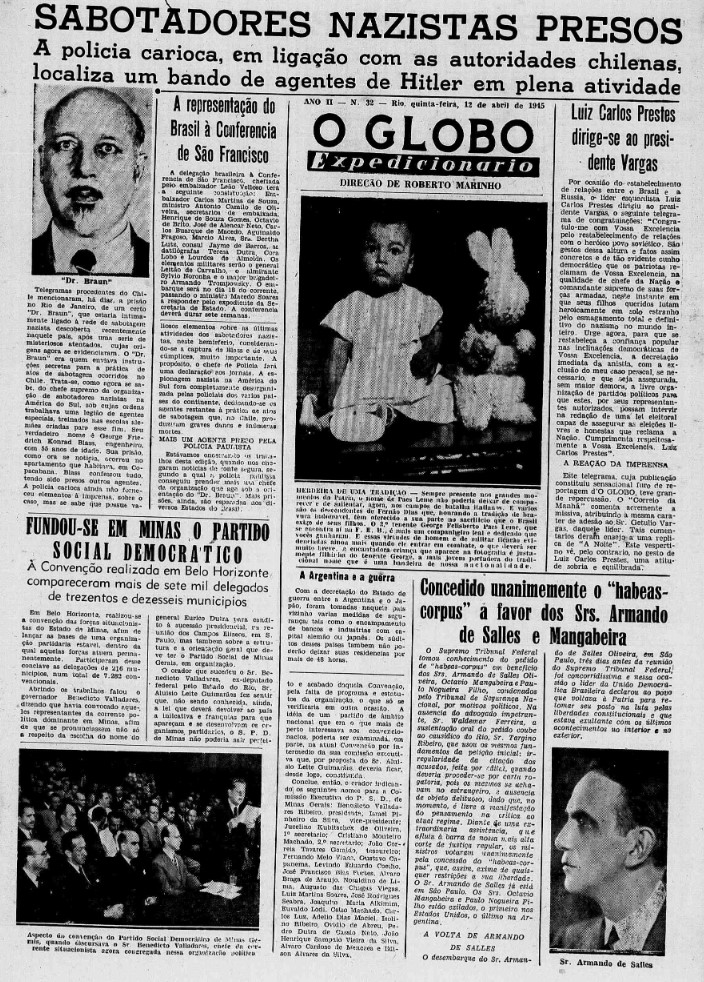
Capa de O Globo Expedicionário. Ano II, nº 32, Rio de Janeiro, 12 de abril de 1945.

O Globo Expedicionário foi um tablóide produzido pelo grupo dos jornais O Globo entre julho de 1944 e maio de 1945 para ser enviado e distribuido para as tropas da Força Expedicionária Brasileira (FEB) na Itália. Dirigido e editado por Pedro Motta e Rogério Marinho, o periódico tinha o objetivo de prestar serviços como troca de mensagens e publicação de cartas e elevar o moral dos pracinhas com notícias sobre sua terra natal. 
Na edição do dia 22 de fevereiro de 1945, o tablóide trouxe uma gravura estilizada do lema da FEB: "A cobra está fumando", elaborada e assinada por Walt Disney.